# Santuario di Maria Ausiliatrice

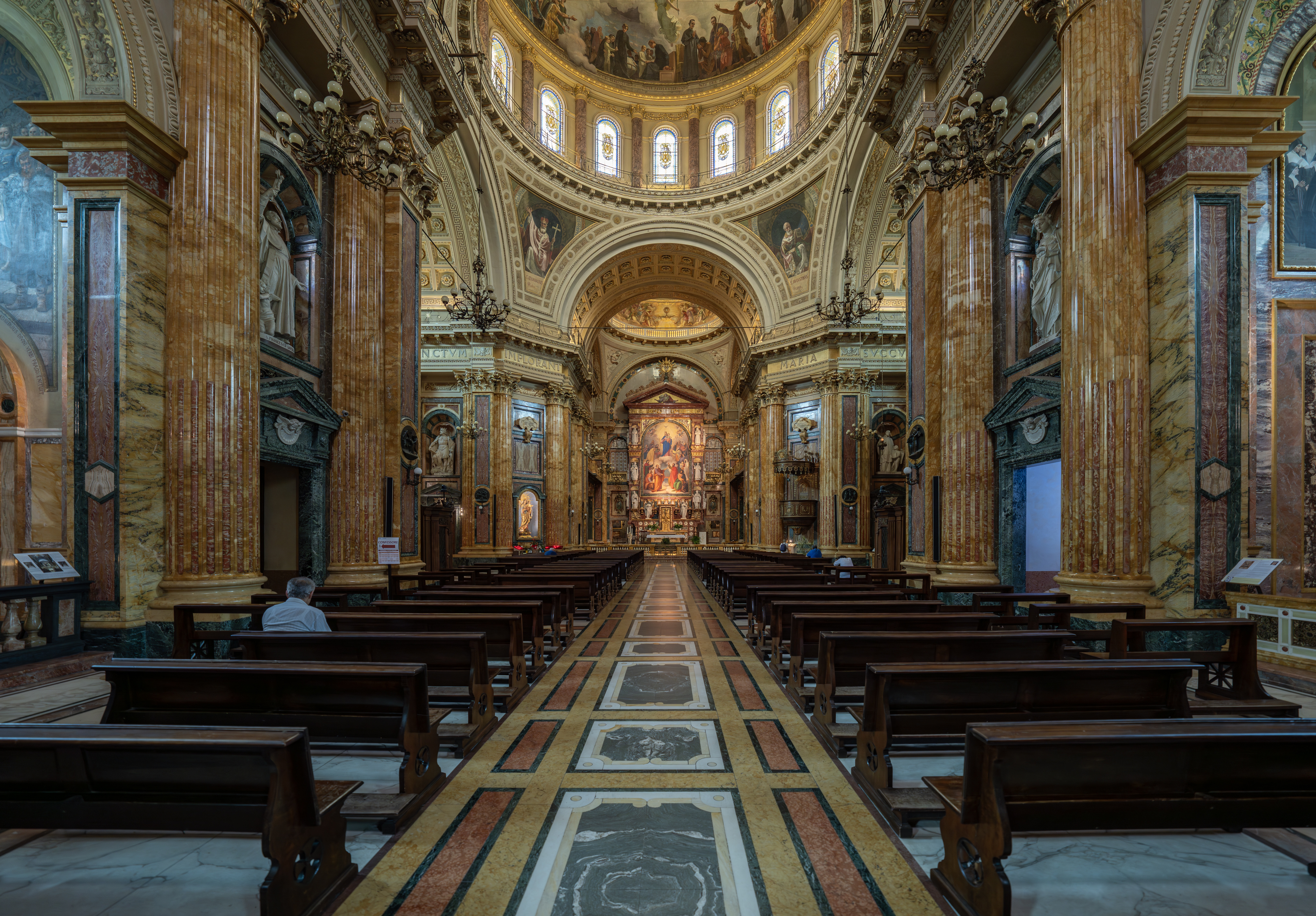
L'interno della chiesa di Maria Ausiliatrice

Il santuario di Maria Ausiliatrice è una basilica cattolica della città di Torino.
Inaugurato il 9 giugno 1868, il santuario fu voluto da san Giovanni Bosco, ed è circondato da un vasto comprensorio, chiamato Valdocco, poiché situato nel quartiere omonimo; è anche chiamato comprensorio salesiano; qui sono presenti molte delle attività gestite dai salesiani e solitamente dedicate ai giovani, come scuole, attività sportive ed oratori.
La basilica principale fu progettata dall'ingegnere Antonio Spezia. Tale chiesa venne dedicata a Maria, invocata da don Bosco come Ausiliatrice. Negli anni '90 dell'Ottocento l'interno fu riccamente decorato con marmi dal successore, Michele Rua. Il 28 giugno 1911 fu elevata alla dignità di basilica minore. Tra il 1934 e il 1942, in concomitanza con la canonizzazione di don Bosco, le cui spoglie sono ospitate in una cappella finita nel 1938, la chiesa subì notevoli ingrandimenti progettati dall'architetto Giulio Valotti, salesiano. 

## Storia

### Tettoia Pinardi e la chiesetta di San Francesco di Sales
Nel 1841 la zona Valdocco di Torino si presentava piena di campi, e qualche cascina. Qui, don Giovanni Bosco, già in servizio nella città da alcuni anni, individuò l'antica cascina di Francesco Pinardi, in affitto, come sede per accogliere i giovani disadattati e disoccupati, soprattutto ragazzini che egli incontrava nella vicina Porta Palazzo.

Con l'aiuto di Giulia Falletti Marchesa di Barolo e dell'allora nascente congregazione salesiana, don Bosco riuscì a rilevare i terreni e ampliare così l'accoglienza dei giovani, in quella che, presto diventerà la nota "Tettoia Pinardi", adibita a oratorio già dalla primavera del 1846.
Ben presto, di fianco alla Tettoia fu aggiunta una piccola chiesa, adibita a cappella, e dedicata a San Francesco di Sales. Questa fu costruita su progetto del cavalier Blachier ed eretta nel periodo 1850-1852. La chiesetta, che i salesiani soprannominano la loro "Porziuncola Salesiana", è accessibile dal cortile interno, situata esattamente dietro la basilica e dalla parte nord della Tettoia Pinardi, quest'ultima inglobata nei porticati della manica centrale..

### Basilica e comprensorio
Negli anni le attività si moltiplicarono, e Valdocco divenne il centro propulsore della nascente congregazione dei salesiani.
Volendo affidare alla protezione di Maria tutti i suoi ragazzi e le sue attività, Don Bosco pensò, oltre che alla costruzione di un vero e proprio comprensorio, dotato di edifici per accogliere religiosi e pellegrini, di far costruire un santuario dedicato a lei (poiché la cappella dedicata a San Francesco di Sales non era più sufficiente ad accogliere i fedeli), affidandone i lavori all'architetto Antonio Spezia, che ne diresse la costruzione dal 1865 sino al termine dei lavori. La prima pietra del santuario venne posta il 27 aprile 1865 alla presenza del principe Amedeo di Savoia, duca d'Aosta, figlio secondogenito del re Vittorio Emanuele II; il 23 settembre 1866 venne terminata la cupola di 19 metri di diametro minore e nel 1867 la chiesa poté dirsi finita con il posizionamento della grande statua della Madonna al termine della cupola stessa. La consacrazione ebbe luogo il 9 giugno 1868.
Importanti furono anche gli ingrandimenti e le decorazioni esterne, compresa l'area oratoriale nord, a seguito della canonizzazione di Don Bosco, a opera dell'architetto don Giulio Valotti, e operate dal 1935 al 1952. In particolare l'arch. Valotti progettò il nuovo altare di San Giovanni Bosco (seconda cappella a destra), una seconda cupola, il raddoppio della zona absidale con l'allungamento della parte presbiteriale e arretramento dell'altare, le due cappelle la fianco dei lati terminali del transetto, un ampio spazio retrostante l'altare. L'organo dal fondo fu trasferito accanto al presbitero e da qui fu elevato un matroneo per le celebrazioni affollate. Il comprensorio salesiano di Torino raggiunge la sua estensione con altre palazzine e oratori fino a Via Sassari, più un piccolo teatro sul lato via Salerno.

## Programma iconografico e ideologico
La chiesa presenta un impianto iconografico molto preciso e dettagliato, con una serie di rifermenti storici e ideologici definiti da Don Bosco, e ripresi negli ampliamenti successivi. Le decorazioni interne ed esterne si riferiscono a Maria Ausiliatrice come aiuto dei cristiani, baluardo contro i nemici della Chiesa e del Papato, debellatrice degli scismi e delle eresie, protettrice degli eserciti che combattono per la fede cristiana. Forte è il riferimento alla lotta contro la Riforma e alla missione civilizzatrice della Chiesa. Anche la scelta dello stile neo-rinascimentale per la facciata potrebbe collegarsi al Rinascimento della Controriforma, in controtendenza con lo stile neo-medievale spesso utilizzato per gli edifici ecclesiastici del periodo. 

## Descrizione

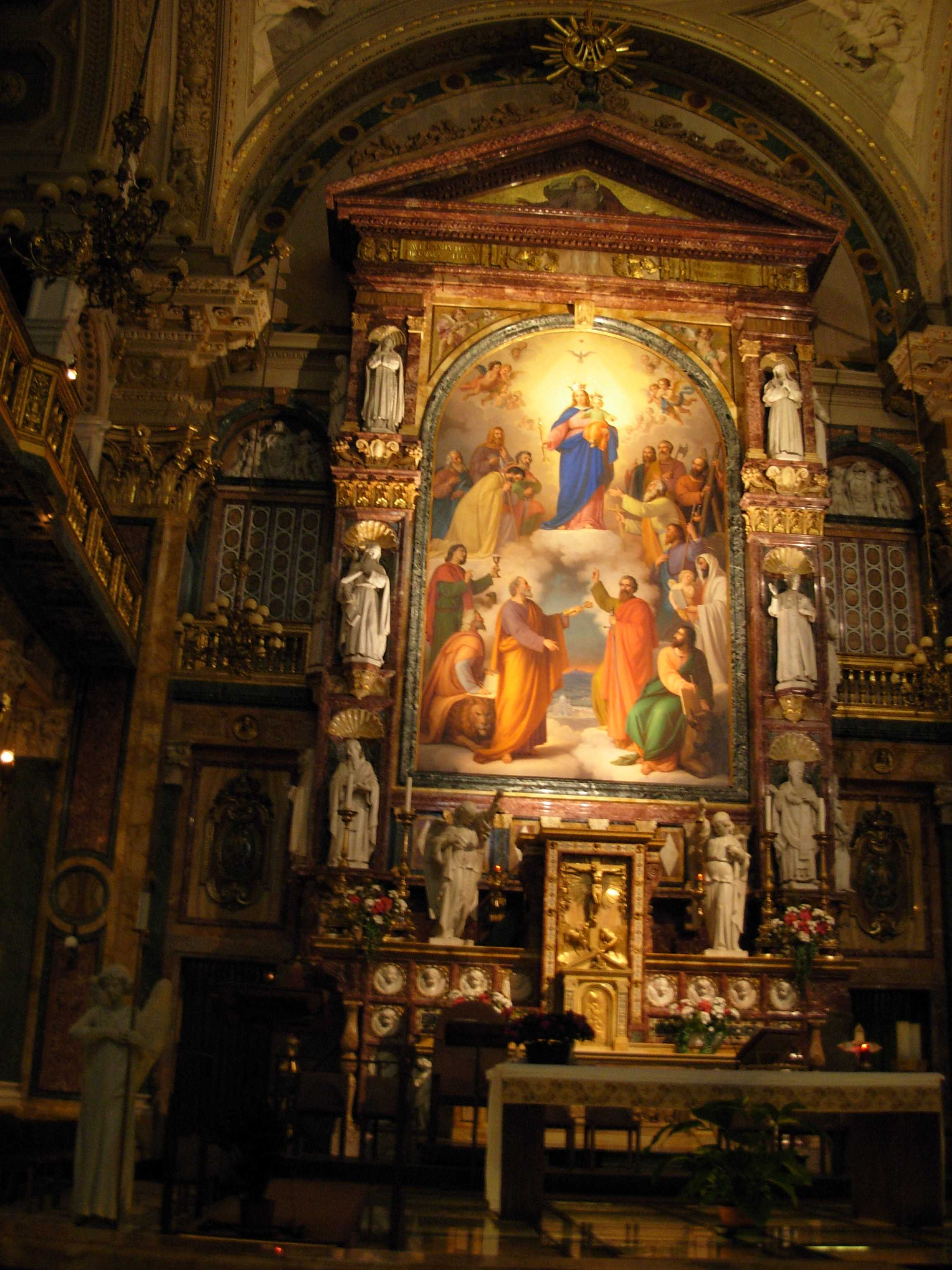
Altare nella chiesa di Maria Ausiliatrice. Pala di Tommaso Lorenzone (1868)

### Esterno
La facciata è realizzata in stile neo-rinascimentale sul modello palladiano della chiesa di San Giorgio Maggiore a Venezia. Sul timpano, retto da quattro colonne, sono poste le statue dei martiri Solutore, Avventore e Ottavio, considerati i primi martiri di Torino, che secondo le fonti agiogafiche sarebbero in parte stati uccisi nella zona di Valdocco.
A lato del timpano vi sono le statue di due vescovi: san Massimo, primo vescovo di Torino e san Francesco di Sales, vescovo di Ginevra.
Sull'architrave sotto il timpano c'è la scritta: "Maria auxilium christianorum ora pro nobis" e sotto il rosone la statua in marmo di Gesù tra i fanciulli.
Le due parti laterali, dagli altorilievi della facciata alle sculture sui corpi laterali, obbediscono ad un programma iconografico teso a esaltare due precisi momenti storici collegati alla venerazione di Maria Ausiliatrice. La parte sinistra si riferisce alla battaglia di Lepanto del 1517: nell'altorilievo tra le due colonne giganti vi è  Papa Pio V annuncia la vittoria di Lepanto; al di sopra un angelo regge un cartiglio riportante l'anno 1571, data della battaglia; sulla sommità del campanile arretrato di sinistra l'arcangelo Michele sventola una bandiera su cui si legge "Lepanto". Successivamente alla vittoria della Lega Santa papa Pio V inserì nelle Litanie Lauretane anche una invocazione a Maria Ausiliatrice. La parte di destra si riferisce alla liberazione dalla prigionia napoleonica di Papa Pio VII: nell’altorilievo Papa Pio VII incorona Maria a Savona, al di sopra un angelo regge un cartiglio riportante l'anno 1815, data della liberazione del papa, sulla sommità del campanile arretrato di destra l'arcangelo Gabriele si libra in volo con in mano una corona (per incoronare la Madonna). Il papa era stato tenuto in ostaggio da Napoleone dopo l'occupazione di Roma prima a Savona e poi a Fontainebleau, e rilasciato il 24 maggio 1815. Successivamente Papa Pio VII proclamò il 24 maggio giorno dedicato a Maria Ausiliatrice.
Nella parte bassa della facciata vi sono due bassorilievi che raffigurano due episodi di Gesù con i giovani: a sinistra Gesù guarisce un giovane sordomuto; a destra Gesù resuscita il figlio della vedova di Nain

Nel 1867 la cupola venne ornata da una statua dorata della Madonna opera di Camillo Boggio: non è Maria Ausiliatrice ma Nostra Signora della Misericordia, venerata a Savona. 

Infine, nel 1920 sulla rotonda di fronte alla chiesa venne collocato il monumento a don Bosco, di Gaetano Cellini.

### Interno

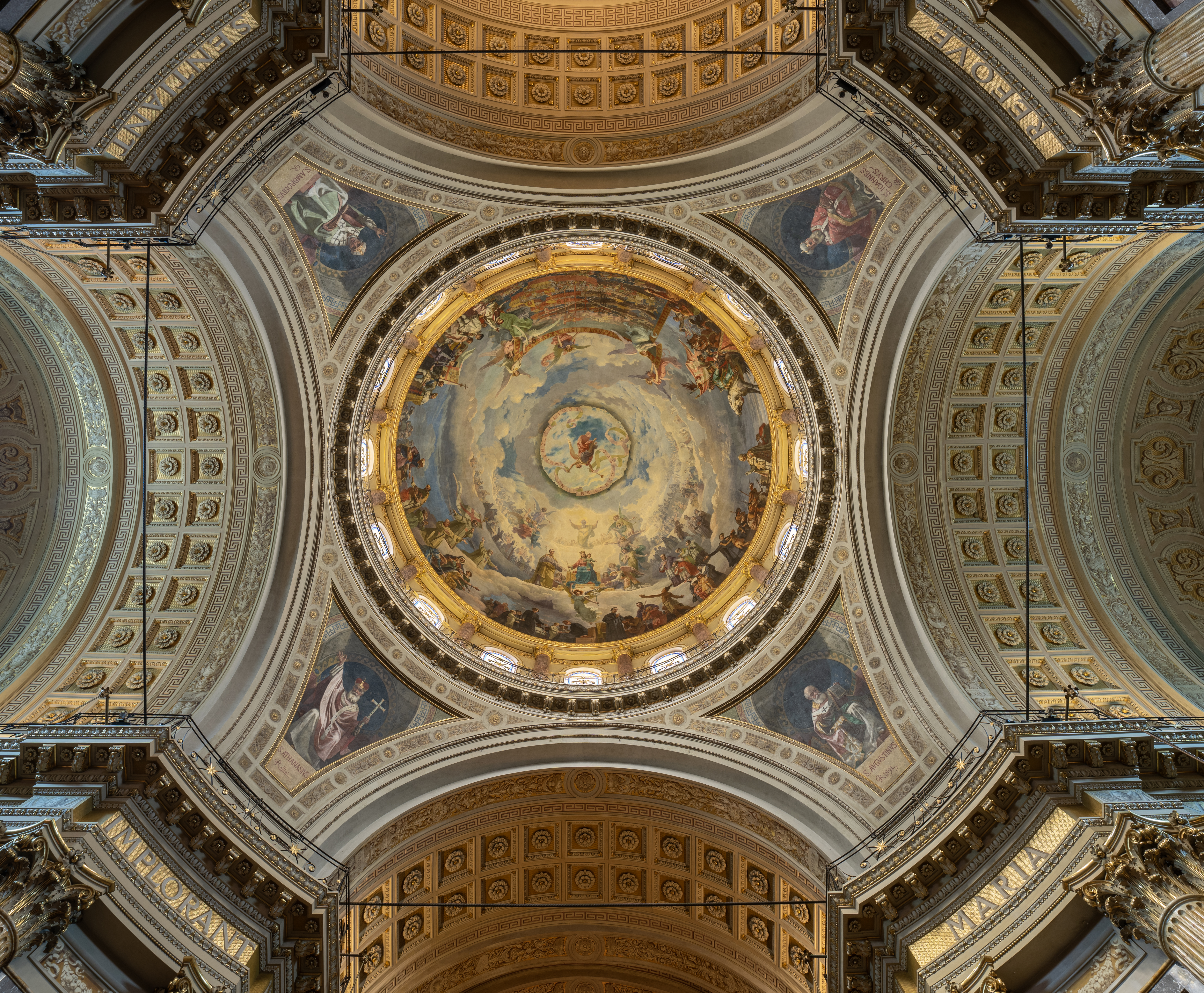
La cupola

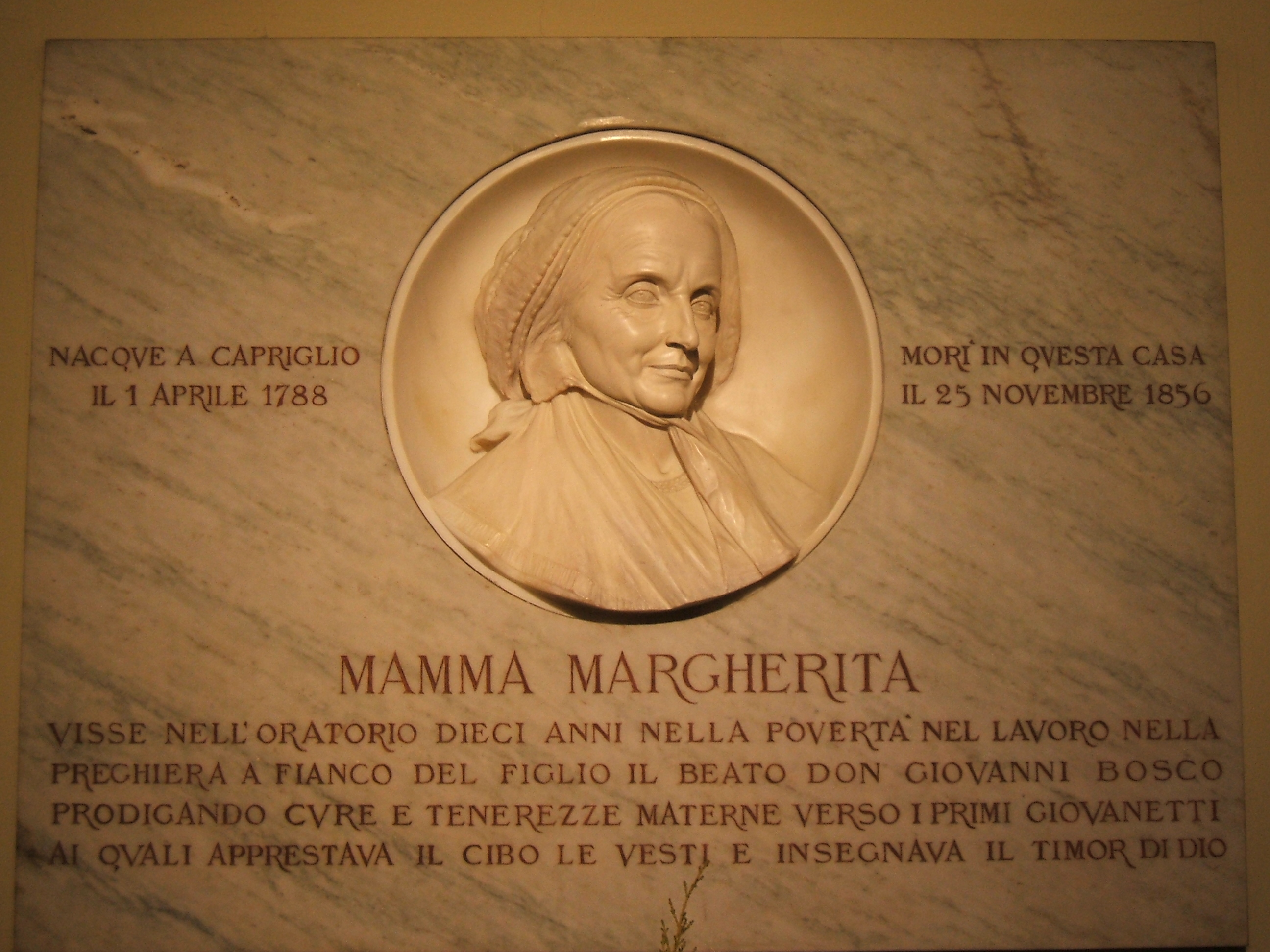
Targa che ricorda la presenza di Mamma Margherita all'interno dei locali dell'oratorio salesiano

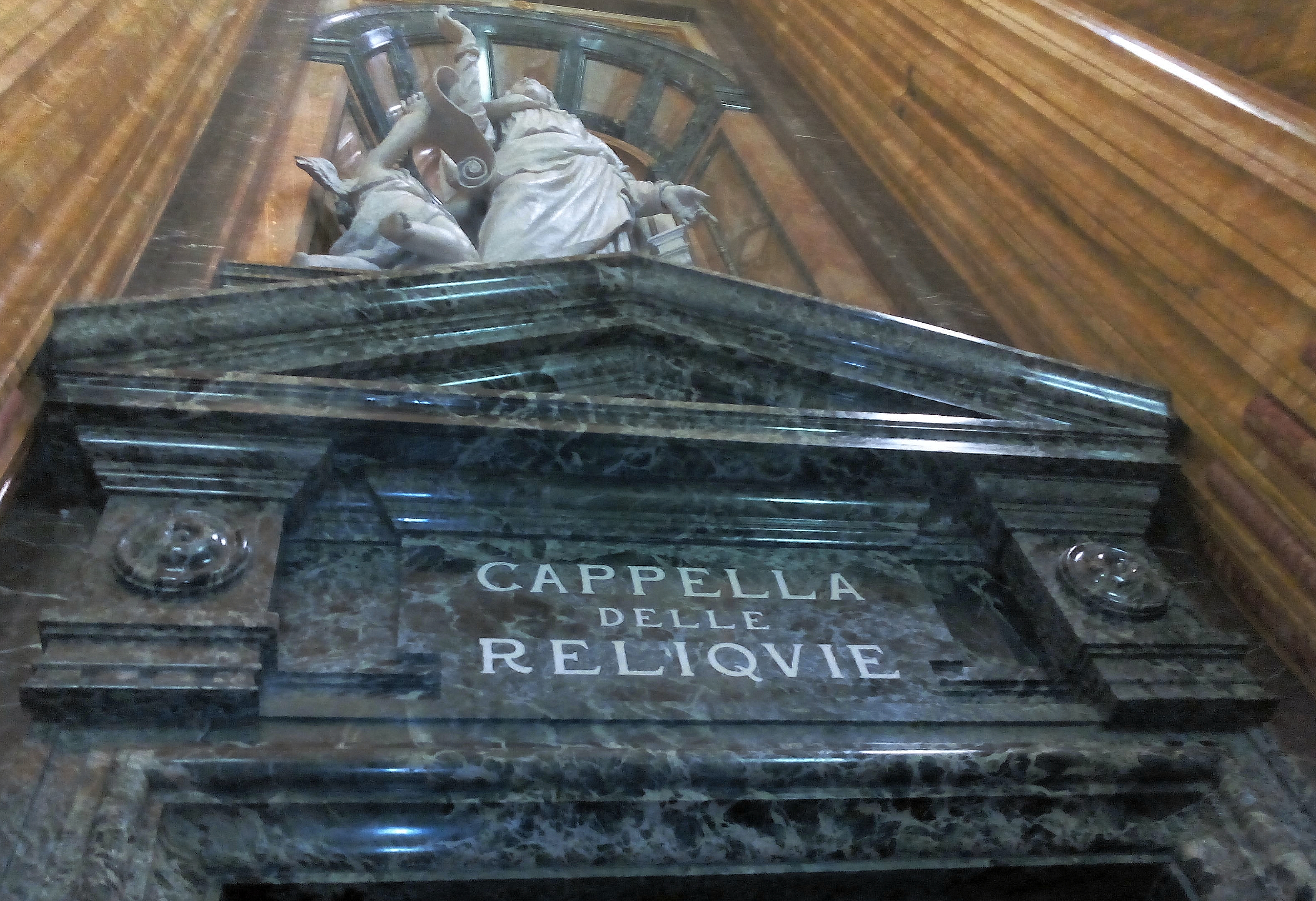
L'ingresso della cappella delle reliquie.

La chiesa ha una pianta a croce latina e una decorazione in marmi policromi voluta dal beato Michele Rua, primo successore di don Bosco.
Sopra il tabernacolo si trova il grande dipinto che rappresenta Maria ausiliatrice, voluto da san Giovanni Bosco e realizzato da Tommaso Lorenzone, mentre l'affresco della cupola è di Giuseppe Rollini. Il paliotto in bronzo dorato raffigurante l'Ultima Cena è opera di Gianni Remuzzi. A Carlo Cussetti si devono i decori sulle volte delle gallerie che circondano le due cappelle che affiancano l'altare maggiore, e quelli della cupola minore costruita da Giulio Valotti.
L'interno della basilica custodisce, oltre a quello maggiore, quattro altari laterali: entrando dall'ingresso principale, sulla destra, si trova quello dedicato a santa Maria Mazzarello, cofondatrice delle Figlie di Maria Ausiliatrice, mentre di fronte quello intitolato a san Domenico Savio, giovane allievo di don Bosco e protettore dei ragazzi; proseguendo per la navata, superato l'accesso alla cosiddetta "cappella delle Reliquie" (si legga sotto), sulla destra si incontra l'altare di don Bosco, monumentale opera progettata dall'architetto Mario Ceradini che conserva le spoglie del Santo e, infine, di fronte, la cappella dedicata a san Giuseppe, l'unica rimasta come l'aveva voluta il fondatore, nel cui quadro, in basso, si vede il complesso della basilica come si presentava poco dopo la costruzione.
Dalla navata centrale una scala conduce alla cripta, la "Cappella delle Reliquie", dove, vi sono inumati: Giovanni Melchiorre Calosso (mentore di San Giovanni Bosco), Michele Rua, Filippo Rinaldi ed altri successori alla guida dei salesiani, fra cui tre provenienti dal cimitero salesiano delle Catacombe di San Callisto, a Roma, il 20 novembre 2017. Nella cripta, vi è inoltre conservata una reliquia del legno della Santa Croce; in questo luogo, progettato dall'architetto Giulio Valotti, salesiano, viene collocato il punto preciso che la Madonna avrebbe indicato per dare inizio alla costruzione del santuario.

### Organo a canne

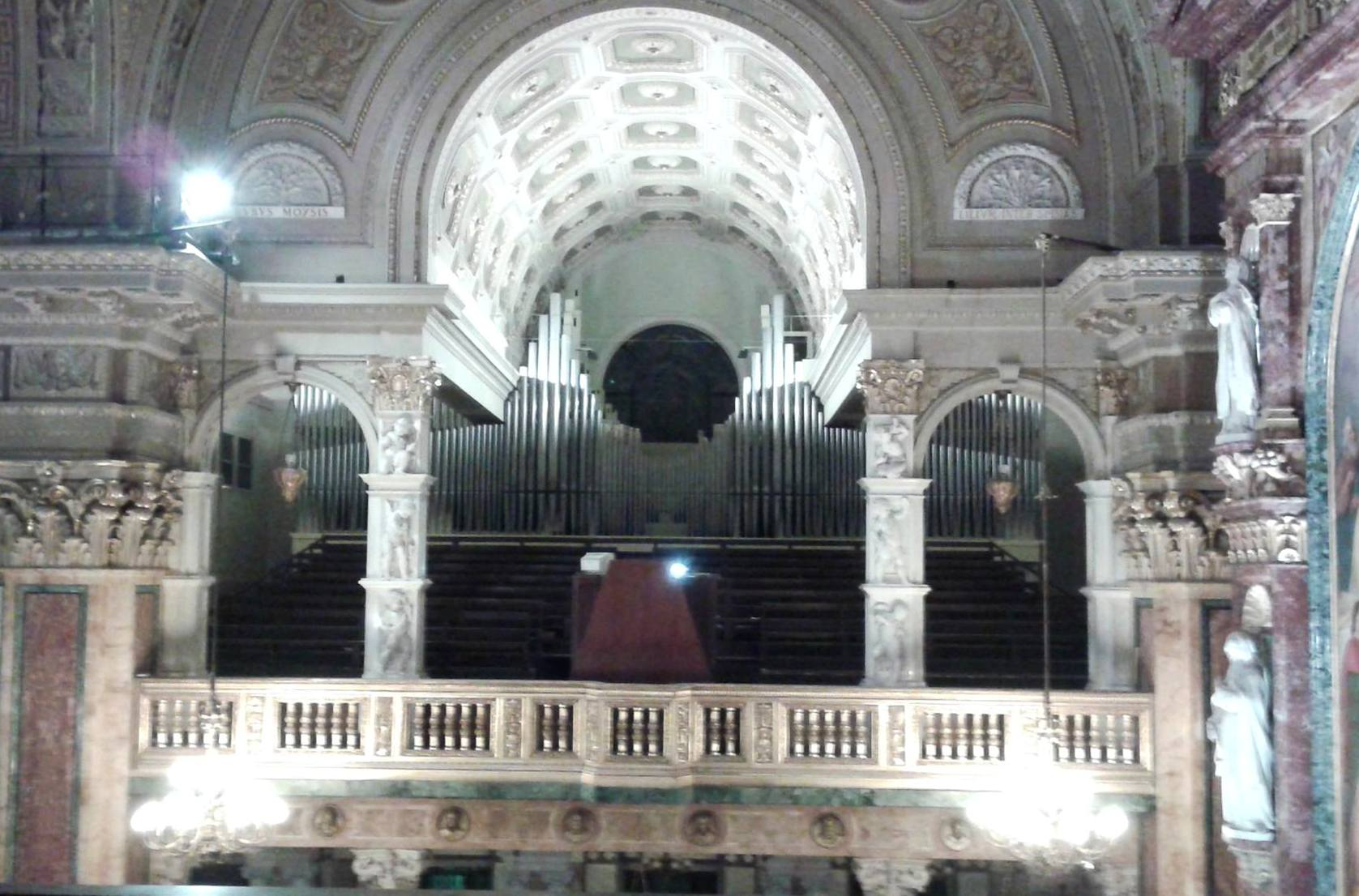
L'organo a canne Tamburini

Sulla cantoria alla sinistra dell'abside si trova l'organo a canne Tamburini opus 227, costruito nel 1941 su progetto di Ulisse Matthey. Integro nelle sue caratteristiche foniche originarie, è a trasmissione elettrica e dispone di 65 registri; la sua consolle, anch'essa in cantoria, ha tre tastiere e pedaliera. Lo strumento dispone anche di una consolle ausiliaria ad unico manuale e pedaliera per la sola sezione corale (situata al disotto della stessa cantoria).

## Culto
La festa del santuario cade il 24 maggio.

## In letteratura
Il poeta in lingua piemontese Nino Costa ha dedicato alla chiesa una poesia, pubblicata nella raccolta Fruta madura del 1931 con il titolo Maria Ausiliatris e il sottotitolo La Madòna 'd don Bòsch. Fa parte di un ciclo di cinque poesie dedicate ad altrettante chiese di Torino (le altre sono la chiesa sconsacrata dei Santi Simone e Giuda, i Santi Martiri, la Consolata e San Domenico). Nino Costa per questa chiesa si concentra sul problema sociale e sulla preghiera come richiesta di aiuto: protagonista è un'anziana madre, malata e prossima alla morte che afflitta per i problemi dei suoi tre figli, si reca in chiesa ogni sera. I figli sviati sono affidati alla Madòna 'd don Bòsch, nella memoria del santo sacerdote che si dedicò all'apostolato fra i giovinastri di Torino, ma per altri versi le richieste della madre sono concrete e ispirate più alla virtù laiche dell'operosità e ad una tranquilla onestà che non a doni celesti.